# Feuchte Mittelbreiten

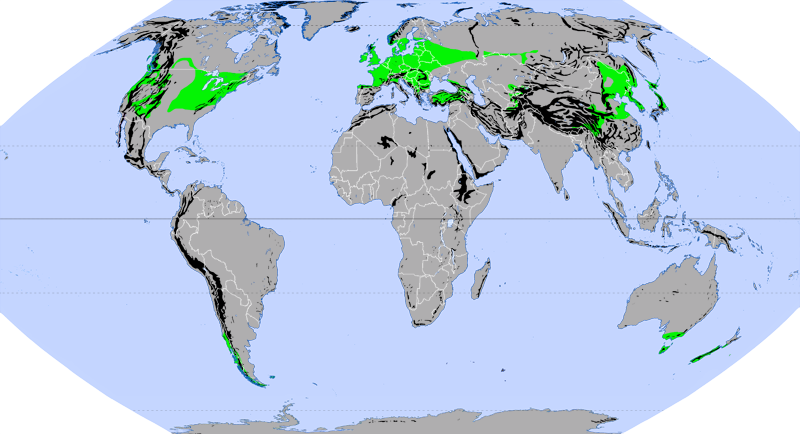
Feuchte Mittelbreiten

Die Zone der Feuchten Mittelbreiten ist eine der neun weltumspannenden Ökozonen nach J. Schultz. Sie nimmt heute etwa 9,7 % der irdischen Landoberfläche ein. Anfang des 21. Jahrhunderts sind davon noch etwa 15 % in einem weitgehend naturnahen Zustand.
Sie nimmt die Gebiete in der kühlgemäßigten Klimazone ein, die ein humides Klima aufweisen. Nach der vorherrschenden Vegetation kann sie weiterhin in die Landschaftstypen Gemäßigter Regenwald, Mischwald, Gebirgsnadelwald, Sommergrüner Laubwald und Waldsteppe untergliedert werden.
Die Grenzen der Feuchten Mittelbreiten sind in der Realität fließend, so dass eine exakte Ausdehnung – wie auf der Karte gezeichnet – faktisch nicht festgelegt werden kann. Diese Tatsache wird verständlich, wenn man vergleichbare geozonale Modelle heranzieht, die z. T. deutliche Abweichungen aufweisen. Betrachten Sie dazu beispielsweise das vergleichbare Nemorale Zonobiom auf der Karte der Zonobiome nach Walter und Breckle oder die FAO Ecozones.